# Parque nacional de Lura
El Parque nacional de Lura en Albania (en albanés, Parku Kombëtar Lurë) tiene una superficie de 1.280 hectáreas y se encuentra en la "corona de Lura" oriental. Se creó en el año 1966. Toma su nombre del monte Lura (en albanés, Mali i Lurës), montaña ubicada en la parte nororiental de Albania. El pico más alto de las montañas Lura es Kunora e Lurës que alcanza una altura de 2.119 m s. n. m.
Bosques de coníferas centenarias rodean campos de flores coloridas. El árbol más habitual es el haya que se encuentra en altitudes de hasta 900-1.000 metros de altitud. En altitudes entre 1.600-1.700 metros abunda el pino negro y entre los 1.700 y los 2.000 metros se encuentran pino rojo y pino blanco en las laderas rocosas. Estos bosques son el lugar donde se pueden encontrar oso pardo europeo, lince europeo, lobo europeo, marta, ciervo y urogallo. 
Lo que realmente atrae a los visitantes a los montes Lura no son tanto los bosques como los numerosos lagos, que se hielan en invierno. Hay numerosos lagos glaciares que se formaron durante la glaciación de Würm. En los lagos pueden encontrarse tritones comunes y crestados. Estos lagos se encuentran entre los 1.200 y los 1.500 lagos de altitud y los cuatro principales son:
- Lago Grande (Alb.: Liqeni i Madh)
- Lago Negro (Alb.: Liqeni i Zi)
- Lago de Flores (Alb.: Liqeni i Luleve)
- Lago de la Vaca (Alb.: Liqeni i Lopeve)

El parque se extiende por las laderas orientales del monte Lura. Se creó en el año 1966 por decisión del consejo de ministros de Albania. El parque nacional se extiende por una superficie de alrededor de 1.280 hectáreas. La ciudad de Peshkopi queda a unos 25 km al este del parque nacional, mientras que pueblos como Fushë-Lurë y Sina e Epërme están incluso más cerca del parque nacional. 
Está en el lado oriental del macizo montañoso de "Kunora e Lures". Sus lagos helados ofrecen un entorno atractivo y pintoresco a una altitud de 1.350-1.720 m. Son uno de los lugares más bellos de la naturaleza albanesa. En la parte meridional del parque se encuentra el prado llamado "Campo de yeguas", un lugar que ofrece una vista recreativa. Este parque ofrece grandes oportunidades para el desarrollo del ecoturismo, los deportes de invierno y la equitación.